# Stephan Freundorfer
Stephan Freundorfer (* 1968) ist ein  deutscher Videospielejournalist.

## Werdegang
Der aus Niederbayern stammende Freundorfer studierte zunächst ab 1989 für Biologie und Chemie auf Lehramt an der Ludwig-Maximilians-Universität in München. 1997 begann er, freischaffend für die Zeitschrift PC Direkt zu schreiben, ehe er 1998 eine Tätigkeit als Redakteur bei der Zeitschrift Power Play begann. Anschließend wechselte er 1999 zur Zeitschrift MAN!AC, deren Chefredakteur er im darauffolgenden Jahr wurde. Diese Position hatte er bis Ende 2002 inne und machte sich dann als freiberuflicher Journalist selbständig. Für die Bauer-Verlagsgruppe konzipierte und leitete er ab 2006 die Zeitschrift eGames. Allerdings wurde bereits im Dezember 2007 die Printausgabe eingestellt und im Februar 2008 auch das Ende des zugehörigen Online-Magazins bekannt gegeben.
Seit 2009 arbeitet Freundorfer erneut als freier Journalist. Er schreibt unter anderem für Publikationen wie M! Games, GamePro, GamesMarkt und Retro Gamer. Auch an Buchveröffentlichungen des Gameplan-Verlags von Winnie Forster wirkte er als Autor mit.